# Harta lui Piri Reis

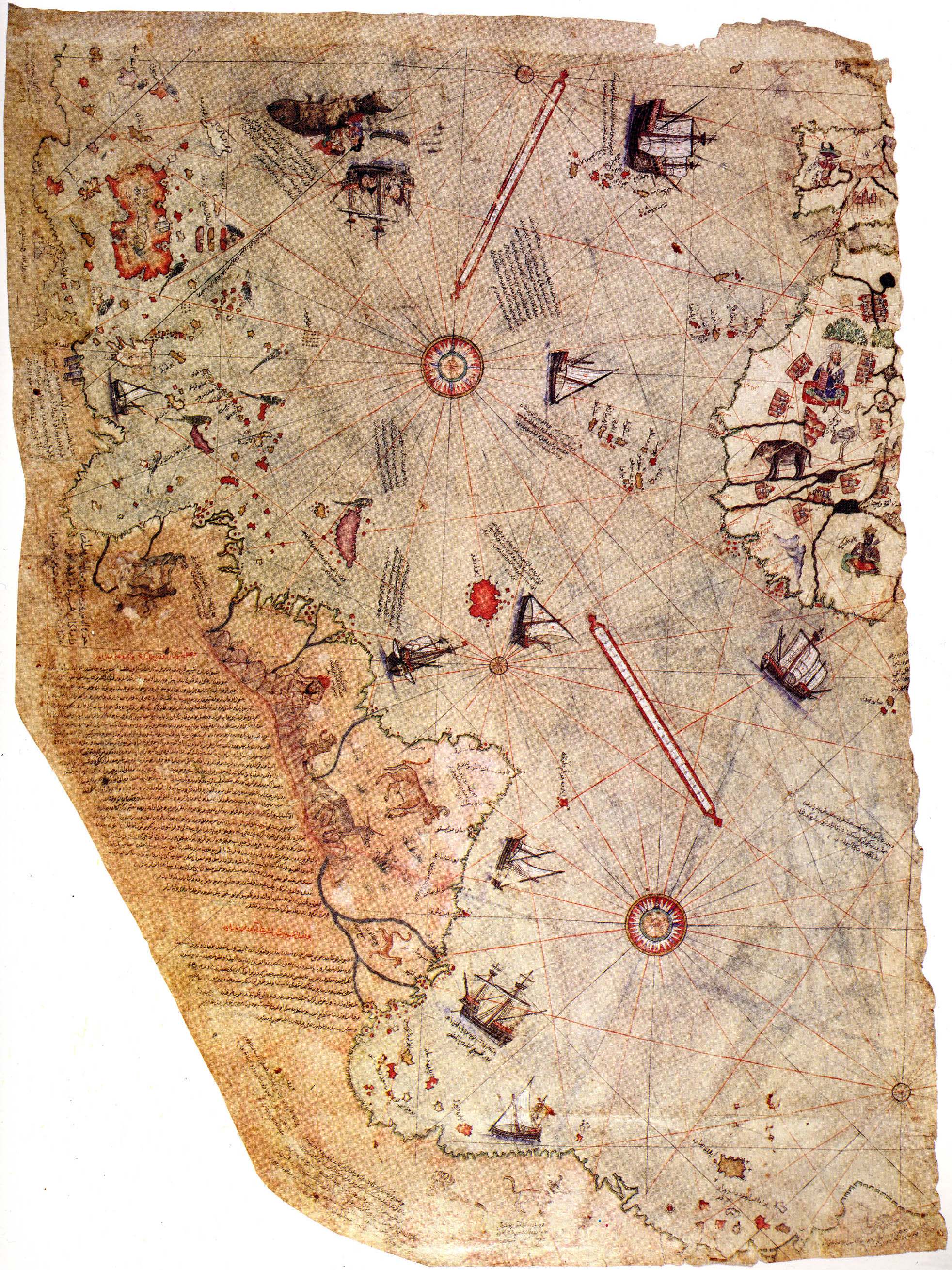
Harta lui Piri Reis

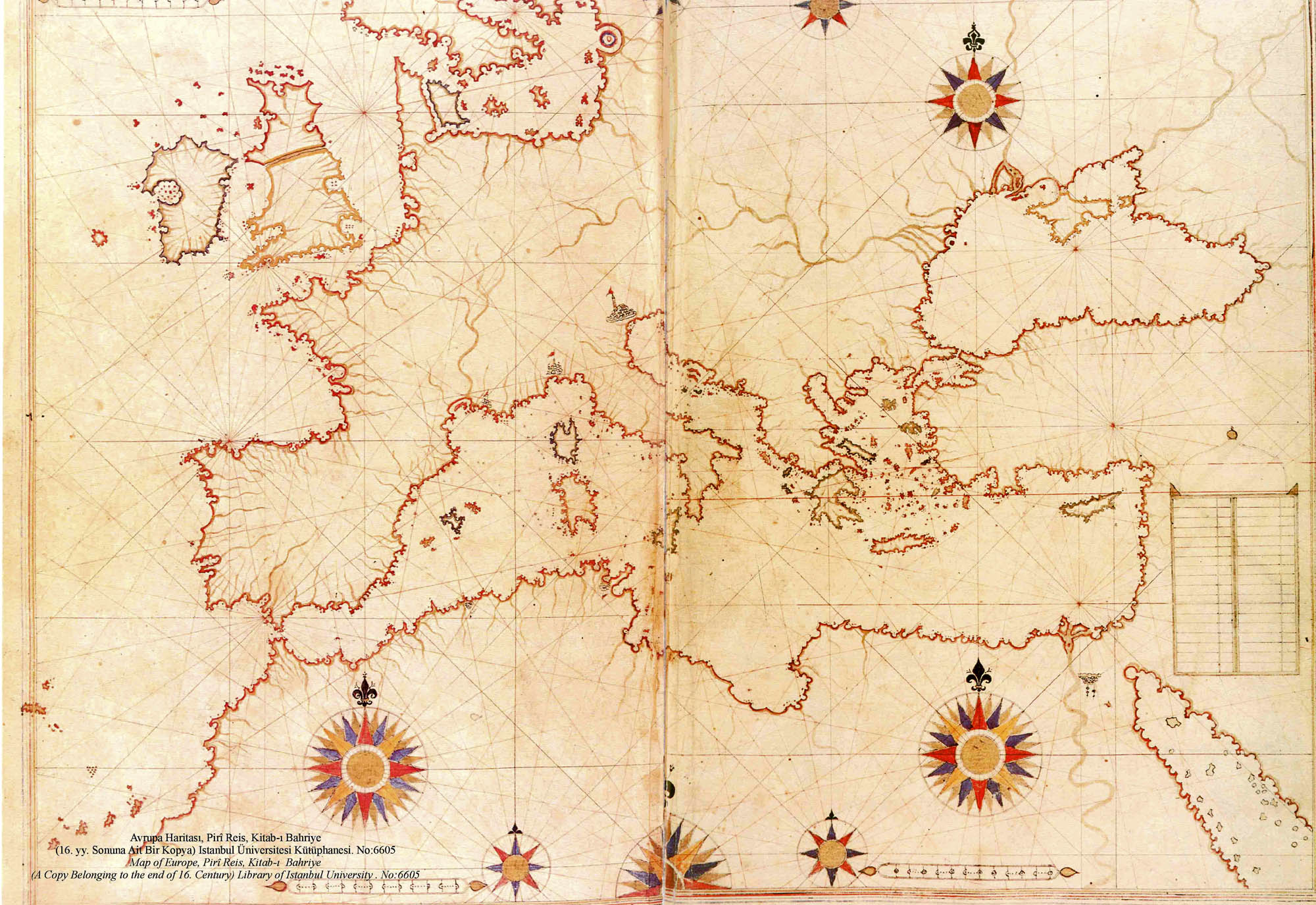
Fragment din Harta lui Piri Reis care prezintă Europa și Africa de Nord

Harta lui Piri Reis  este o hartă a lumii pre-moderne, elaborată în 1513 de către amiralul și cartograful otoman-turc Piri Reis pentru serviciul militar de informații. Jumătatea din hartă care s-a păstrat prezintă coastele de vest ale Europei și Africii de Nord, dar și coasta Braziliei, cu o exactitate rezonabilă. Mai multe insule din Oceanul Atlantic, inclusiv Insulele Azore și Insulele Canare sunt reprezentate, precum și insula mitologică Antillia și, posibil, Japonia. 
Importanța istorică a hărții constă în demonstrarea gradului de explorare portugheză a Lumii Noi în jurul anilor 1510, și în revendicarea sa de a fi utilizată ca sursă pentru hărțile lui Columb, altfel pierdute.

## Descriere
Harta lui Piri Reis este a treia hartă existentă a lumii, desenată pe piele de gazelă, cu dimensiuni raportate ca fiind de  90 cm × 63 cm, 86 cm × 60 cm 90 cm × 65 cm,, 85 cm × 60 cm, 87 cm × 63 cm  și 86 cm × 62 cm. Porțiunea conservată a hărții detaliază coasta vestică a Africii și coasta estică a Americii de Sud. Harta este semnată de către Piri Reis, un amiral al Imperiului Otoman, geograf și cartograf, fiind datată în anul islamic 919 AH, echivalentul anului 1513 AD. A fost prezentată sultanului Selim I în 1517. În legenda hărții, Piri Reis a înscris faptul că harta a fost elaborată pe baza a 20 de grafice și mappae mundi. Conform lui Piri, aceste hărți includeau opt hărți ptolemaice făcute în vremea lui Alexandru cel Mare, o hartă arabă a Indiei, patru hărți portugheze noi ale Sindh-ului (astăzi Pakistan) și o hartă a Indiilor de Vest realizată de Cristofor Columb. Din inscripția 6 de pe hartă:
„Din opt Jaferya din acest tip și o hartă arabă a Hindului (India) și din  patru hărți portugheze nou elaborate, ce indică țările Sindului (în prezent Pakistan), Hind si Çin (China) desenate geometric, și totodată dintr-o hartă desenată de Qulūnbū (Columb) în regiunea vestică, am extras-o. Prin reducerea a tuturor acestor hărți la o singură scală s-a ajuns la această formă finală, încât această hartă a acestor ținuturi să fie apreciată de navigatori ca fiind la fel de exactă și de încredere precum cele Șapte Mări  pe hărțile mai sus menționate.”
Există o dezbatere științifică asupra faptului dacă cele 20 de diagrame și hărți ale lumii din inscripțiile lui Piri includ cele opt hărți ale lui Ptolemeu, cele patru hărți portugheze, harta arabă și harta lui Columb. După un punct de vedere, numărul de diagrame și mappae mundi utilizate de către Piri este de 20, în timp ce după un alt punct de vedere, acesta ar putea fi de 34. Unii specialiști au susținut că sursa hărților este Biblioteca din Alexandria, bazându-se pe aluziile lui Piri la Alexandru cel Mare, întemeietorul Alexandriei, la Ptolemeu I care a condus Alexandria în secolul al IV-lea î.Hr. și la Claudius Ptolemaeus, geograful și cartograful grec care a trăit la Alexandria în secolul al II-lea d.Hr.